# 볼프강 쾰러

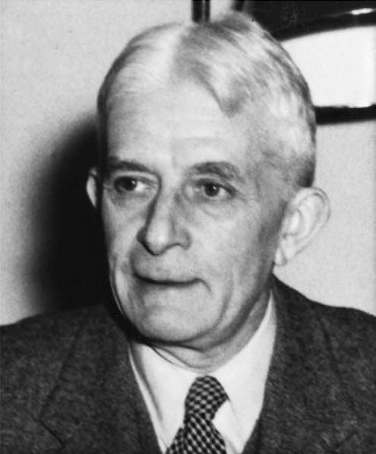

볼프강 쾰러(Wolfgang Köhler, 1887년 1월 22일 ~ 1967년 6월 11일)는 독일의 심리학자 현상학자로 막스 베르트하이머, 쿠르트 코프카와 함께 게슈탈트 심리학을 처음 형성한 것으로 유명하다. 나치 정권 하에서 유태인 교수 해고에 항의하며 1935년 미국으로 이민을 갔고 스와스모어 대학교에서 교수 업무를 하며 연구를 했다.

## 같이 보기
- 부바/키키 효과
- 막스 베르트하이머
- 쿠르트 코프카
- 쿠르트 레빈
- 루돌프 아른하임